# Shahin Mustafayev
Shahin Mustafayev (en azerí: Şahin Mustafayev) es vice primer ministro de Azerbaiyán, exministro de economía de Azerbaiyán.

## Biografía
Shahin Mustafayev nació en Armenia, Noyemberyan el 13 de junio de 1965. En 1989 se graduó de la Universidad Estatal de Economía y Finanzas de San Petersburgo. En 1990-1992 trabajó como contador sénior, en 1992-1999 como auditor. En 2003-2006 trabajó en SOCAR como contador sénior y también ocupó el cargo de vicepresidente en esta empresa. En 2006-2008 fue viceministro de Economía. El 31 de octubre de 2008 fue designado Ministro de Economía e Industria de Azerbaiyán. El 23 de octubre de 2019 se ha nombrado vice primer ministro de Azerbaiyán por el decreto del Presidente de Azerbaiyán, İlham Əliyev.